# Xanthorhoe continuata
Xanthorhoe continuata är en fjärilsart som beskrevs av Krulikovski 1908. Xanthorhoe continuata ingår i släktet Xanthorhoe och familjen mätare. Inga underarter finns listade i Catalogue of Life.